# Producció integrada
La producció integrada és, segons la definició del Departament d'Agricultura, Ramaderia, Pesca, Alimentació i Medi Natural, el conjunt de «sistemes agrícoles d'obtenció de vegetals que utilitzen al màxim els recursos i els mecanismes de producció naturals i asseguren a llarg termini una agricultura sostenible, i introdueixen mètodes biològics de control, químics i d'altres tècniques que compatibilitzen les exigències de la societat, la protecció del medi ambient i la productivitat agrícola, així com les operacions realitzades per manipular, envasar, transformar i etiquetar productes vegetals acollits al sistema.»
A diferència de l'agricultura ecològica la producció integrada utilitza, juntament amb mètodes biològics de control, productes agroquímics (adob, plaguicides) amb certes restriccions. Els objectius són: el respecte al medi ambient, la sostenibilitat i oferir certes garanties de qualitat i sanitàries als consumidors.

## Fonament
El fonament de la producció integrada és l'aplicació òptima dels coneixements científics, especialment agronòmics, i també dels econòmics. En un principi es va desenvolupar el concepte de lluita integrada que significava tenir en compte tots els factors biològics (depredadors naturals, susceptibilitat varietal...) i no biològics (temperatura, humitat...) per combatre plagues i malalties. A partir d'aquesta base s'ha anat estructurant el de producció integrada. Aquest sistema de producció s'ha estès en conreus llenyosos especialment en els cítrics, olives i fruiters i en els d'hivernacle.
Per tal d'afavorir a la fauna i flora autòctona les normatives preveuen mesures de foment de la biodiversitat, en crear àrees de compensació ecològica, en les quals no s'apliquin plaguicides o fertilitzants, establir refugis artificials per als ocells insectívors i rapinyaires, així com per als insectes que afvoreixin la pol·linització, respectar el biòtop d'espècies protegides, plantar tallavents o tanques vegetals amb espècies autòctones ecc.

## Regulació oficial

Logotip català de la Producció integrada

A la Unió Europea està oficialment regulada i cada país aplica la seva normativa (Catalunya, País Valencià i Illes Balears tenen cadascun la seva) que pot ser diferent encara que el concepte bàsic sigui el mateix.
L'adscripció oficial a aquest sistema és voluntària i comporta tot un seguit d'obligacions per part de l'agricultor i de controls per part de l'administració. En conseqüència està prohibida, per exemple, la utilització dels anomenats calendaris de tractaments als quals, de forma rutinària segons l'època de l'any, estan fixats unes aplicacions de productes agroquímics tant si la plaga o malaltia efectivament es presenta o no. L'ús de mitjans químics autoritzats s'ha de fer amb parsimònia, en respectar escrupolosament les instruccions i en eliminar de manera controlada els residus.
Els productes obtinguts sota aquest sistema porten una etiqueta identificativa, que en el cas de Catalunya, a més d'indicar Producció integrada  porta dibuixada una marieta (Coccinella septempunctata).

## Objectius i finalitat

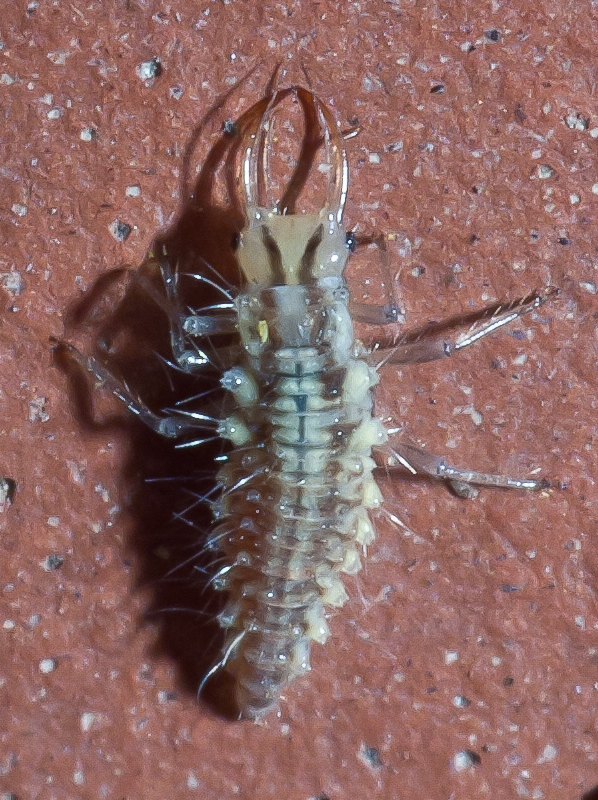
Chrysoperla carnea, larva, enemic natural utilitzat per a combatre la mosca blanca del tabac en la cultura d'olives, raïm, fruita seca i de llavors

La finalitat de la producció integrada s'orienta cap a l'obtenció de productes d'alta qualitat, minimitzar l'ús de productes agroquímics, disminuir els residus i optimitzar els mètodes de producció, mitjançant una integració total de tots els recursos disponibles.
Es dirigeix a garantir la salut del productor i el consumidor i, al mateix temps, respectar el medi ambient. Per a la consecució d'aquestes finalitats, la producció integrada prioritza la utilització selectiva de les tècniques menys agressives i dels productes menys perjudicials, tant per als humans com per a la flora i la fauna silvestres. L'alta qualitat dels seus productes s'avalua amb paràmetres de qualitat externa fonamentats en la protecció i el respecte pel medi ambient i amb paràmetres de qualitat interna per garantir la qualitat dels productes i la seva seguretat alimentaria.
Els objectius concrets que persegueix la producció integrada són els següents:
- Obtenir productes d'alta qualitat
- Protegir la salut del productor i del consumidor
- Aplicar processos productius respectuosos amb el medi ambient
- Afavorir la diversitat de l'ecosistema agrícola respectant la fauna i flora autòctona
- Justificar i minimitzar l'ús de productes agroquímics i els residus
- Potenciar l'activitat conservadora del medi rural i el paisatge
- Produir d'acord amb les tècniques que tenen en compte els coneixements tècnics i científics
- Adaptar-se a la forma de producció intensiva de les empreses agrícoles actuals, assegurant-ne la seva viabilitat econòmica.
- Realitzar una correcte gestió dels recursos naturals[10]